# Giovanni di Simone
Giovanni di Simone est généralement cité comme étant l'architecte qui repris la construction de la tour de Pise à partir de 1272.
Il existe néanmoins des incertitudes et des controverses sur le nom du véritable architecte de la tour de Pise : Bonanno Pisano est parfois cité comme étant celui-ci.